# 重庆市万州上海中学
重庆市万州上海中学，简称“上海中学”或“上中”，始创于（1945年），原名鱼泉私立学校，1998年改为万州上海中学。重庆市上海中学是重庆市教育委员会直属的寄宿制实验性、示范性高中，一般称为“市重点高中”。

## 历史沿革
重庆市万州上海中学前身是鱼泉私立学校及四川省万县市第五中学，由民国时期诗人杨吉甫创办于1945年，是三峡二期水位全淹单位，万州区水位最低的学校，属三峡工程二期移民搬迁学校。 1998年8月，学校整体搬迁到百安坝上海大道，由重庆市万州第五中学更名为重庆市万州上海中学。
上海政府累计捐赠款项达980万元，并捐赠图书5万册，电脑260台，故更名时校名内增加上海二字。

## 学校概况
重庆市万州上海中学，占地107亩，建筑面积4.1万平方米。2002年12月，学校成为万州区重点中学；2009年1月，经过全校师生的共同努力学校成为重庆市重点中学.
学校现有教学班62个，其中高一15个，高二15个，高三18个，学生4318人。教职工210人，其中专任教师192人，高级职称50人，中级职称95人；市级骨干教师3人，区级骨干教师、学科带头人23人。目前每年级设有2个实验班。

## 学生生活
艺术节是一年一度的学生活动，为期约三天，一般在五四青年节前及元旦、国庆前夕举行。以班级（除高三毕业班外）为单位参加各类文艺比赛，包括民族舞、现代舞、独唱、小组唱、小品等。此外还有运动会，為期3天，安排在秋季。

## 姊妹学校
- 万州高级中学
- 万州第二高级中学
- 万州第三高级中学